# Kathleen Sebelius
Kathleen Sebelius (ur. 15 maja 1948 w Cincinnati, Ohio) – amerykańska polityk, 44. gubernator Kansas w latach 2003–2009. Sekretarz Zdrowia Stanów Zjednoczonych od 28 kwietnia 2009 do 9 czerwca 2014.

## Edukacja i rodzina
Kathleen Sebelius urodziła się i dorastała w katolickiej rodzinie w Cincinnati w stanie Ohio. Uczęszczała do katolickiej szkoły średniej Summit Country Day School. Następnie studiowała na katolickim Trinity Washington University w Waszyngtonie. Uzyskała także stopień Master of Public Administration na University of Kansas. W 1974 przeprowadziła się do stanu Kansas, gdzie przez 8 lat zasiadała w stanowym parlamencie, a przez kolejne 8 lat był komisarzem ds. ubezpieczeń.
Sebelius jest córką byłego gubernatora Ohio, Johna J. Gilligana. Jej mąż, Gary Sebelius, jest sędzią federalnym. Jest matką dwóch synów.

## Kariera polityczna
W 1986 Kathleen Sebelius została wybrana do Izby Reprezentantów stanu Kansas. W 1994 r. opuściła parlament stanowy i objęła stanowisko komisarza ds. ubezpieczeń.

### Gubernator

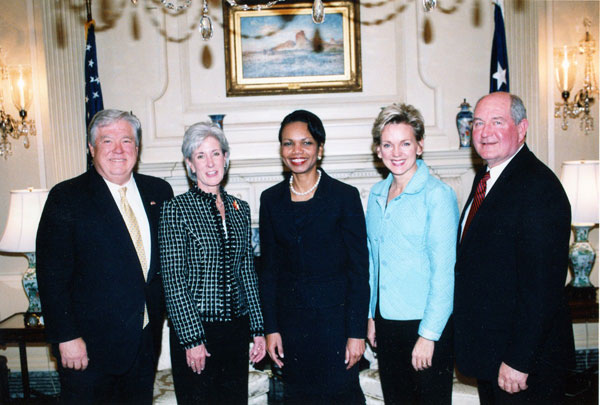
Sekretarz stanu Condoleezza Rice z gubernatorami, Kathleen Sebelius druga z lewej.

Kathleen Sebelius w wyborach na gubernatora Kansas w listopadzie 2002 pokonała kandydata republikanów, Tima Shallenburgera, stosunkiem głosów 53% do 45%. Jej zwycięstwo było częściowo spowodowane podziałami w obozie republikańskim, wywołanymi książką Thomasa Franka „What’s the Matter with Kansas?”, opisującą ekspansję konserwatywnego populizmu w tym stanie. Urząd gubernatora Kansas oficjalnie objęła 13 stycznia 2003. W styczniu 2006 Sebelius była jednym z najbardziej popularnych gubernatorów w USA.
26 maja 2006 oficjalnie ogłosiła zamiar ubiegania się o reelekcję. Jej rywalem został republikanin Jim Barnett. Sebelius odniosła ponownie zwycięstwo, zdobywając 57,8% głosów, podczas gdy Barnet uzyskał 40,5% głosów poparcia. Jej druga kadencja na stanowisku gubernatora była jej ostatnią. Pełniła ją do czasu przejścia do administracji prezydenta Obamy w kwietniu 2009.
W listopadzie 2005 tygodnik „Time” nazwał Sebelius jednym z pięciu najlepszych gubernatorów w Ameryce, chwaląc ją za likwidację miliardowego zadłużenia i rozwój publicznej edukacji. Od 2005 Sebelius zasiada we władzach Stowarzyszenia Gubernatorów Demokratów (Democratic Governors Association).
W czasie wyborów prezydenckich w 2004 Kathleen Sebelius była wymieniana jako potencjalna kandydatka na stanowisko wiceprezydenta u boku Johna Kerry’ego. W styczniu 2008 udzieliła oficjalnego poparcia Barackowi Obamie. 28 stycznia 2008 Sebelius jako przedstawicielka demokratów udzieliła odpowiedzi na coroczne orędzie prezydenta George’a W. Busha przed połączonymi izbami Kongresu USA. W czasie kampanii wyborczej w 2008 Kathleen Sebelius była ponownie wymieniana jako jeden z potencjalnych kandydatów demokratów do stanowiska wiceprezydenta u boku Baracka Obamy.

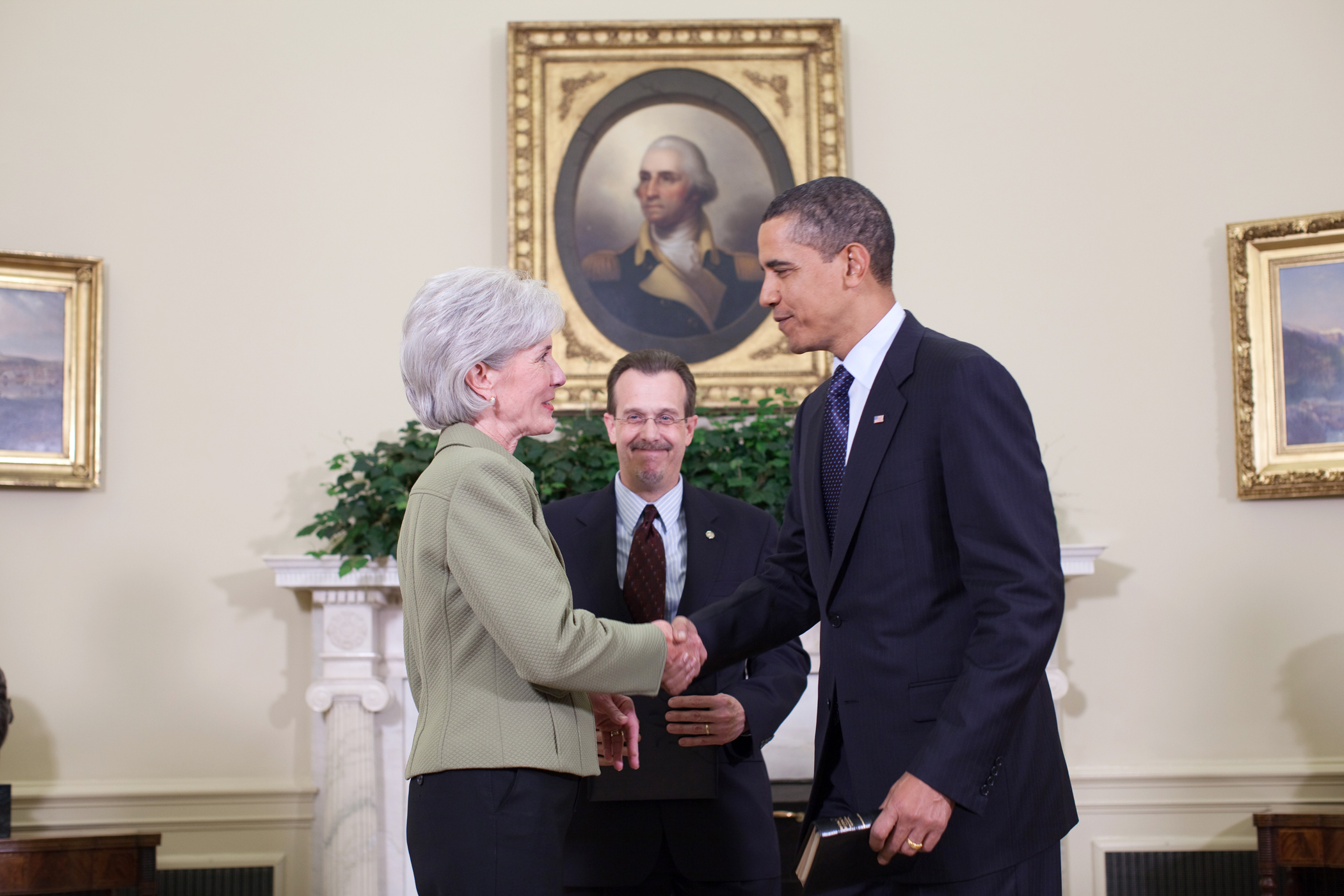
Kathleen Sebelius w chwili zaprzysiężenia na stanowisko sekretarza zdrowia, kwiecień 2009.

2 marca 2009 prezydent Barack Obama ogłosił nominację Sebeliius na stanowisko sekretarza zdrowa i opieki społecznej w swoim gabinecie. 28 kwietnia 2009 nominację Sebelius zatwierdził w głosowaniu Senat (stosunkiem głosów 65 do 31). 9 czerwca 2014 podała się do dymisji z funkcji sekretarza Zdrowia Stanów Zjednoczonych.

## Poglądy społeczne
Jest zwolenniczką prawa do aborcji, popiera wnioski o finansowaniu aborcji z funduszy publicznych oraz dąży do zagwarantowania w ubezpieczeniach pracowniczych pokrycia kosztów zabiegu. Szeroko komentowana była jej znajomość z George’em Tillerem, właścicielem placówki aborcyjnej, który wspierał ją datkami finansowymi. W 2008 roku zawetowała ustawę, która miała nakazywać aby „aborcja w późnym terminie” była wykonywana wyłącznie przy wyraźnym uzasadnieniu medycznym i opinii lekarskiej. Arcybiskup Joseph Naumann wezwał ją, aby zaprzestała przyjmowania Komunii Świętej.